# Sinistrofulgur
Sinistrofulgur is een geslacht van weekdieren uit de klasse van de Gastropoda (slakken).

## Soorten
- Sinistrofulgur laeostomum (Kent, 1982)
- Sinistrofulgur perversum (Linnaeus, 1758)
- Sinistrofulgur pulleyi (Hollister, 1958)
- Sinistrofulgur sinistrum (Hollister, 1958)